# يو إف سي ليلة القتال: بافلوفيتش ضد بلايدز
يو إف سي ليلة القتال: بافلوفيتش ضد بلايدز (بالإنجليزية: UFC Fight Night: Pavlovich vs. Blaydes)‏ هو حدث لفنون القتال المختلطة نظمته يو إف سي، أُقيم في في 22 أبريل 2023، في منشأة يو إف سي أبيكس.

## الجوائز الإضافية
حصل المقاتلون التاليون على مكافآت قدرها 50 ألف دولار.
- قتال الليلة: لم تُمنح.
- أداء الليلة: سيرجي بافلوفيتش، برونو سيلفا، كريستوس جياجوس، ومونتيل جاكسون